# 沖縄銀行
株式会社沖縄銀行（おきなわぎんこう、英: The Bank of Okinawa,Ltd.）は、沖縄県那覇市久茂地に本店を置く、信託併営の地方銀行。おきなわフィナンシャルグループの完全子会社。

## 概要
1956年6月、國場幸太郎（國場組創業者）、大城鎌吉（大城組創業者）、宮城仁四郎（琉球煙草、宮古製糖社長）、稲嶺一郎（琉球石油創業者）ら地元財界実力者の主導によって設立された。
県指定金融機関を琉球銀行とともに隔年で受託しているほか、県内自治体で沖銀が指定金融機関を受託するケースも多い（他の金融機関との輪番制の場合もある）。地銀協加盟行では、1956年（昭和31年）と新しい年代に設立されているが、設立当時の沖縄県はアメリカ統治下にあり、いわゆる「戦後地銀」の制度に基づいて設立されたものではない。
日本格付研究所より「A+」（シングルAプラス）を取得（2023年5月8日現在）。
全国初の三大疾病保障付住宅ローンやスモールビジネスローンなどリテール部門を強化。また一部ローン（証書貸付型）商品を利用する際、日本赤十字社の献血手帳や完走（歩）証明書を店頭に提示すると借入利率が最大2％優遇されるサービスを行っている。ネーミングは「がんじゅう割引」。また、現在も信託業務の併営が認められており、「金銭信託ゆとり」を取り扱っている。
近年、支店の新築移転を積極的に実施（例：コザ支店）しているほか、統廃合で無人ATM化した店舗を再有人化（例：豊見城支店豊見城団地出張所→豊見城団地支店→閉店・無人ATM化→豊見城支店とよみ出張所再開設）、またマルチメディアキオスク(MMK)「うちな〜ネット」による共同ATMを増設をするなどしていたが、再び店舗統廃合がブランチインブランチの形で進んでいる（上記とよみ出張所も豊見城支店内に移転）。 
現存する県外店舗は東京支店（東京都中央区日本橋本町）のみとなっている。過去には大阪支店も開設していたが廃止された。

## 沿革
- 1956年（昭和31年）
  - 6月 - 設立[5]。
  - 7月 - 営業開始。
- 1959年（昭和34年）5月 - 信託業務を開始。
- 1963年（昭和38年）8月 - 三和相互銀行を買収[5]。
- 1964年（昭和39年）4月 - 東洋相互銀行を合併[5]。
- 1971年（昭和46年）10月 - 南陽相互銀行を合併[5]。
- 1972年（昭和47年）5月 - 沖縄の本土復帰に伴い、日本の銀行法による免許銀行となる。地銀協加盟。
- 1987年（昭和62年）10月 - 東京証券取引所第2部、福岡証券取引所上場[5]。
- 1989年（平成元年）9月 - 東証1部に指定[5]。
- 2006年（平成18年）7月 - 創立50周年。
- 2010年（平成22年）1月 - 個人向けインターネットバンキングの通常店舗利用者の月額基本利用手数料が無料化。
- 2011年（平成23年）2月 - 19年ぶりとなる新店舗、八重瀬支店を八重瀬町に開設[6]。
- 2014年（平成26年）
  - 5月 - おきぎん総合管理株式会社を解散[5]。
  - 11月 - 美ら島債権回収株式会社を設立[5]。
  - 11月25日 - セブン銀行との提携を開始。
- 2015年（平成27年）12月 - Pepper3台が入行[7]。
- 2016年（平成28年）1月4日 - 勘定系システムの更改完了[8][注 1]。
- 2017年（平成29年）3月31日 - おきなわ証券（現：おきぎん証券）の全株式を日本アジア証券から取得し、完全子会社とする[9][10]。
- 2019年（平成31年）1月21日 - スマートフォンによる決済サービスのOKIPayを3月より開始すると発表[11]。6月20日に専用アプリの配布を行いサービス開始[12]。
- 2021年（令和3年）10月1日 - 株式会社おきなわフィナンシャルグループを設立し、持株会社体制に移行[13]。

## グループ会社
- 株式会社おきなわフィナンシャルグループ
  - 株式会社沖縄銀行
    - おきぎんビジネスサービス株式会社
    - 株式会社おきぎん経済研究所
    - 美ら島債権回収株式会社
    - おきぎん保証株式会社
    - 株式会社みらいおきなわ

  - おきぎん証券株式会社
  - 株式会社おきぎんリース
  - 株式会社おきぎんジェーシービー
  - 株式会社おきぎんエス・ピー・オー

## ATM提携関連
JAおきなわとATM相互提携サービスを行っている。
沖銀のカードでJAおきなわのATMを利用した場合、逆にJAおきなわのカードで沖銀ATMを利用した場合ともに自行カード扱いとなる。
また、沖銀と沖縄海邦銀行・コザ信用金庫・JAおきなわと合同で、マルチメディアキオスク(MMK)「うちな〜ネット」による共同ATMも展開している。このほか2014年11月にはセブン銀行とのATM利用提携を開始した。さらに北海道銀行とも提携を開始した。

## マスコットキャラクター
2015年5月25日から、サンリオのリトルツインスターズ（キキ&ララ）を起用。2016年7月からは通帳やキャッシュカード、沖縄都市モノレール（ゆいレール）の自社広告ラッピング車両（1000形電車）にも登場している。

## OKIPay
OKIPay（オキペイ）は2019年6月20日にサービスを開始したスマートフォンとQRコードを使った決済サービス。専用のアプリと沖縄銀行に口座を持っていれば利用でき、加盟店においてスマートフォンにインストールした専用アプリで表示したQRコードで支払いができるというサービス。横浜銀行やふくおかフィナンシャルグループで導入実績のある銀行Payシステムを活用しており、ユーザーはそれらの加盟店でも支払いができる。
加盟店側も専用端末が不要な（客と同じくスマートフォンがあればよい）ので、導入コストがクレジットカードなどより安く済み、また、手数料も安く設定されているというメリットがある。
病院の自動精算機、ATM以外からのキャッシュアウト、公共料金の支払いといった追加サービスも構想されている。

### 注
1. ↑  2011年1月、沖銀はNEC製オープン勘定系システムであるBankingWeb21の採用を決定するも、2014年3月28日開発凍結を発表していた。
2. ↑  これまで沖縄県労働金庫も「うちな〜ネット」共同ATM提携に参加していたが、同労金が他行ATMキャッシュバックサービス実施することに合わせ、2010年10月以降順次撤退した[14]。
3. ↑  たとえば横浜銀行の顧客が同行による同様の決済システム「はまPay」を使って、沖縄県の沖縄銀行に口座をもつOKIPay加盟店の飲食代を支払うことができる。

## 社史・記念誌
- 沖縄銀行編 『沖縄銀行25年の歩み』1981年。
- 沖縄銀行30年史編纂室編 『沖縄銀行三十年史』 1987年。
- 沖縄銀行50年史編纂委員会編 『沖縄銀行五十年史』 2007年。